# Campionato asiatico femminile di pallacanestro 1980
L'8º Campionato Asiatico Femminile di Pallacanestro FIBA (noto anche come FIBA Asia Championship for Women 1980) si è svolto a Hong Kong dal 13 al 21 settembre 1980.
I Campionati asiatici femminili di pallacanestro sono una manifestazione biennale tra le squadre nazionali organizzato dalla FIBA Asia.

## Squadre partecipanti
- Corea del Sud
- Giappone
- Cina
- India
- Sri Lanka
- Hong Kong
- Indonesia
- Singapore
- Malaysia
- Thailandia

## Turno preliminare

### Gruppo A
| Squadra       | G | V | P | PF  | PS  | DP   | P.ti |
| ------------- | - | - | - | --- | --- | ---- | ---- |
| Corea del Sud | 2 | 2 | 0 | 269 | 68  | +201 | 4    |
| Malaysia      | 2 | 1 | 1 | 130 | 165 | -35  | 3    |
| Indonesia     | 2 | 0 | 2 | 90  | 256 | −166 | 2    |

### Gruppo B
| Squadra   | G | V | P | PF  | PS  | DP   | P.ti |
| --------- | - | - | - | --- | --- | ---- | ---- |
| Cina      | 3 | 3 | 0 | 408 | 130 | +278 | 6    |
| Hong Kong | 3 | 2 | 1 | 236 | 230 | +6   | 5    |
| India     | 3 | 1 | 2 | 189 | 247 | -58  | 4    |
| Sri Lanka | 3 | 0 | 3 | 113 | 339 | −226 | 3    |

### Gruppo C
| Squadra    | G | V | P | PF  | PS  | DP   | P.ti |
| ---------- | - | - | - | --- | --- | ---- | ---- |
| Giappone   | 2 | 2 | 0 | 197 | 78  | +221 | 4    |
| Thailandia | 2 | 1 | 1 | 125 | 160 | -35  | 3    |
| Singapore  | 2 | 0 | 2 | 101 | 185 | −84  | 2    |

## Fase finale

### Settimo-Decimo posto
| Squadra   | G | V | P | PF  | PS  | DP   | P.ti |
| --------- | - | - | - | --- | --- | ---- | ---- |
| India     | 3 | 2 | 1 | 225 | 154 | +71  | 5    |
| Singapore | 3 | 2 | 1 | 221 | 167 | +54  | 5    |
| Indonesia | 3 | 2 | 1 | 219 | 188 | +31  | 5    |
| Sri Lanka | 3 | 0 | 3 | 127 | 283 | −156 | 3    |

### Primo-Sesto posto
| Squadra       | G | V | P | PF  | PS  | DP   | P.ti |
| ------------- | - | - | - | --- | --- | ---- | ---- |
| Corea del Sud | 5 | 5 | 0 | 616 | 257 | +359 | 10   |
| Cina          | 5 | 4 | 1 | 563 | 290 | +273 | 9    |
| Giappone      | 5 | 3 | 2 | 393 | 352 | +41  | 8    |
| Malaysia      | 5 | 2 | 3 | 292 | 443 | −151 | 7    |
| Thailandia    | 5 | 1 | 4 | 256 | 586 | -330 | 6    |
| Hong Kong     | 5 | 0 | 5 | 291 | 483 | −192 | 5    |

## Classifica finale
| Posizione | Squadra       | Vinte/Perse |
| --------- | ------------- | ----------- |
| Oro       | Corea del Sud | 6-0         |
| Argento   | Cina          | 6-1         |
| Bronzo    | Giappone      | 4-2         |
| 4         | Malaysia      | 3-3         |
| 5         | Thailandia    | 2-4         |
| 6         | Hong Kong     | 2-5         |
| 7         | India         | 2-3         |
| 8         | Singapore     | 2-3         |
| 9         | Indonesia     | 2-3         |
| 10        | Sri Lanka     | 0-5         |

## Campione d'Asia
| Campione d'Asia | Campione d'Asia | Campione d'Asia | Campione d'Asia |
| --------------- | --------------- | --------------- | --------------- |
| Corea del Sud   |                 |                 |                 |